# Prisciano Prisciani

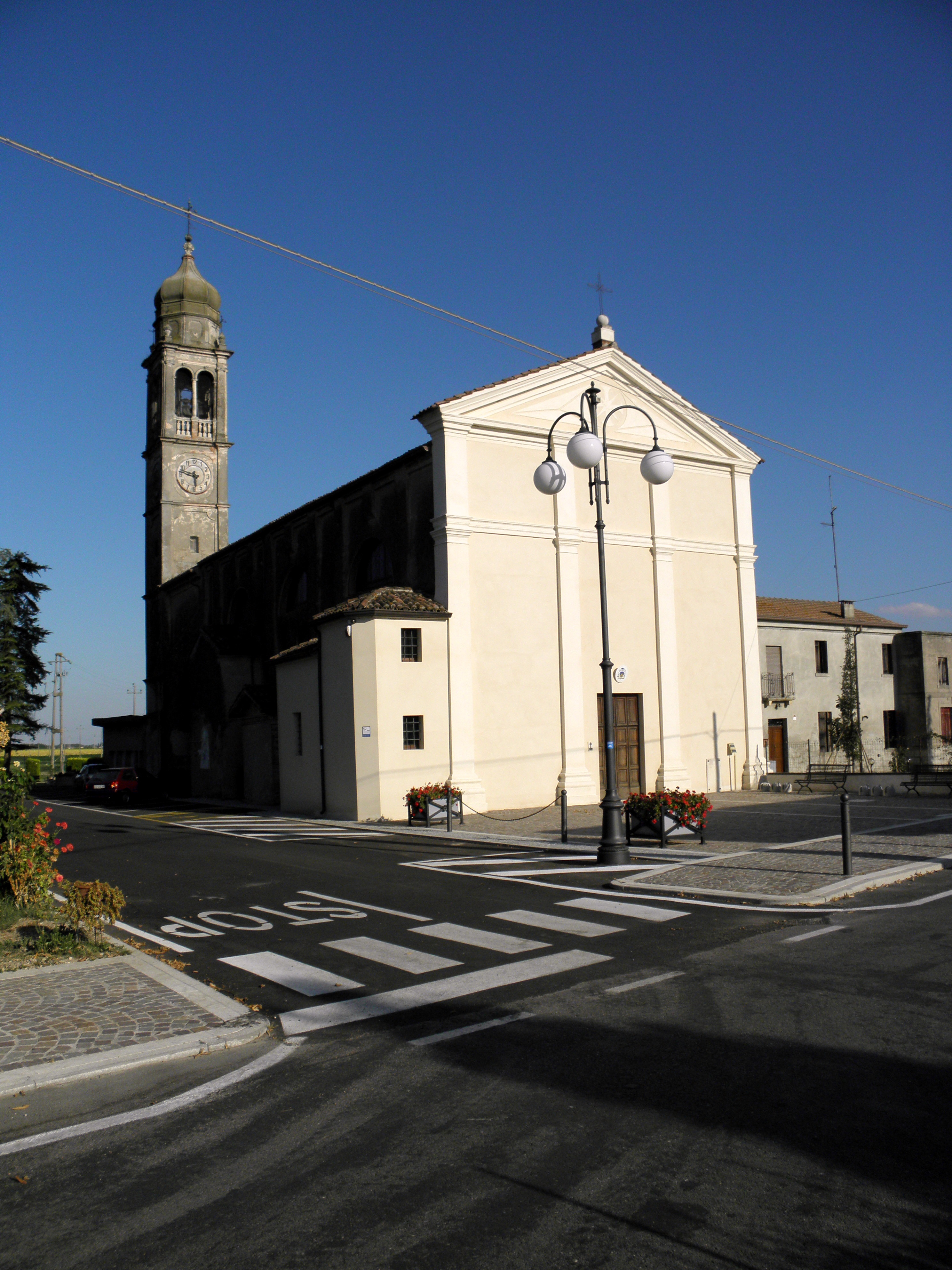
Chiesa di Santa Margherita a Presciane di San Bellino.

Prisciano Prisciani (1413 – Ferrara, 18 luglio 1473) è stato un funzionario italiano.

## Biografia
Fu un funzionario del duca di Ferrara Borso d'Este dal 1458 al 1463 e membro del Consiglio segreto. Si occupò delle bonifiche del territorio del Polesine chiamate "Le Presciane", ricevendo dal principe numerosi possedimenti terrieri. Nel 1462 contribuì a riedificare la chiesa di Santa Margherita nella frazione Presciane di San Bellino.
Ebbe un figlio, Pellegrino, architetto alla corte degli Estensi. Questi, dopo la morte del padre, commissionò allo scultore Sperandio Savelli il sarcofago in marmo, conservato nelle sale di Palazzo Schifanoia a Ferrara.
Una medaglia con l'immagine del suo profilo può essere trovata al British Museum di Londra.